# Nanteau-sur-Lunain
Nanteau-sur-Lunain är en kommun i departementet Seine-et-Marne i regionen Île-de-France i norra Frankrike. Kommunen ligger i kantonen Nemours som tillhör arrondissementet Fontainebleau. År 2022 hade Nanteau-sur-Lunain 697 invånare.

## Befolkningsutveckling
Antalet invånare i kommunen Nanteau-sur-Lunain
| Referens: INSEE |